# Lista över fornlämningar i Avesta kommun
Lista över fornlämningar i Avesta kommun är en förteckning av ett urval av de fornlämningar som finns i Avesta kommun.

## By
| Namn                                 | Lämningstyp                      | Tillkomsttid | Historisk indelning | Plats | Läge                 | ID-nr          | Bild                                 |
| ------------------------------------ | -------------------------------- | ------------ | ------------------- | ----- | -------------------- | -------------- | ------------------------------------ |
| By 5:1                               | Hög                              |              | By, Dalarna         |       | 60.236573, 16.429841 | 10234500050001 | Ladda upp en bild av detta fornminne |
| Kapelltomten (By 6:1)                | Kyrka/kapell                     |              | By, Dalarna         |       | 60.201422, 16.475340 | 10234500060001 | Ladda upp en bild av detta fornminne |
| By 21:1                              | Gravfält                         |              | By, Dalarna         |       | 60.193368, 16.468111 | 10234500210001 | Ladda upp en bild av detta fornminne |
| By 21:2                              | Stensättning                     |              | By, Dalarna         |       | 60.193609, 16.467541 | 10234500210002 | Ladda upp en bild av detta fornminne |
| Biskopsholmen (By 50:1)              | Husgrund, förhistorisk/medeltida |              | By, Dalarna         |       | 60.174776, 16.475628 | 10234500500001 | Ladda upp en bild av detta fornminne |
| By 67:1                              | Gravfält                         |              | By, Dalarna         |       | 60.262507, 16.457410 | 10234500670001 | Ladda upp en bild av detta fornminne |
| By 68:1                              | Stensättning                     |              | By, Dalarna         |       | 60.263699, 16.453133 | 10234500680001 | Ladda upp en bild av detta fornminne |
| By 146:1                             | Gravfält                         |              | By, Dalarna         |       | 60.211517, 16.579601 | 10234501460001 | Ladda upp en bild av detta fornminne |
| Spånhällen (By 154:1)                | Hällristning                     |              | By, Dalarna         |       | 60.206548, 16.477519 | 10234501540001 | Ladda upp en bild av detta fornminne |
| Fäbodbacken (By 266:1)               | Fäbod                            |              | By, Dalarna         |       | 60.174183, 16.459013 | 10234502660001 | Ladda upp en bild av detta fornminne |
| By 276:1                             | Hällristning                     |              | By, Dalarna         |       | 60.200702, 16.478931 | 10234502760001 | Ladda upp en bild av detta fornminne |
| Horndalsbyns fäbodar (By 300:1)      | Fäbod                            |              | By, Dalarna         |       | 60.339916, 16.423040 | 10234503000001 | Ladda upp en bild av detta fornminne |
| By 302:1                             | Stensättning                     |              | By, Dalarna         |       | 60.191363, 16.489118 | 10234503020001 | Ladda upp en bild av detta fornminne |
| Andersbo fäbodar (By 303:1)          | Fäbod                            |              | By, Dalarna         |       | 60.315199, 16.496307 | 10234503030001 | Ladda upp en bild av detta fornminne |
| Vatebo fäbodar (By 304:1)            | Fäbod                            |              | By, Dalarna         |       | 60.309799, 16.501961 | 10234503040001 | Ladda upp en bild av detta fornminne |
| Storby fäbodar (By 322:1)            | Fäbod                            |              | By, Dalarna         |       | 60.280215, 16.542871 | 10234503220001 | Ladda upp en bild av detta fornminne |
| Bodarne fäbodar (By 324:1)           | Fäbod                            |              | By, Dalarna         |       | 60.283367, 16.522032 | 10234503240001 | Ladda upp en bild av detta fornminne |
| Grossbo fäbodar (By 325:1)           | Fäbod                            |              | By, Dalarna         |       | 60.291841, 16.518816 | 10234503250001 | Ladda upp en bild av detta fornminne |
| Nerbyvallen (By 355:1)               | Fäbod                            |              | By, Dalarna         |       | 60.320256, 16.471322 | 10234503550001 | Ladda upp en bild av detta fornminne |
| Dragets fäbodar (By 357:1)           | Fäbod                            |              | By, Dalarna         |       | 60.313835, 16.457777 | 10234503570001 | Ladda upp en bild av detta fornminne |
| Dragets fäbodar (By 358:1)           | Fäbod                            |              | By, Dalarna         |       | 60.314046, 16.462111 | 10234503580001 | Ladda upp en bild av detta fornminne |
| Erik Lars hemmanets fäbod (By 359:1) | Fäbod                            |              | By, Dalarna         |       | 60.310344, 16.458064 | 10234503590001 | Ladda upp en bild av detta fornminne |
| By 427                               | Husgrund, historisk tid          |              | By, Dalarna         |       | 60.377579, 16.415278 | 12000000025735 | Ladda upp en bild av detta fornminne |
| By 483                               | Stensättning                     |              | By, Dalarna         |       | 60.283837, 16.417619 | 12000000122813 | Ladda upp en bild av detta fornminne |
| Jungfrubo fäbodar (By 496)           | Fäbod                            |              | By, Dalarna         |       | 60.330220, 16.474318 | 12000000134023 | Ladda upp en bild av detta fornminne |
| Orrbergsgubben (Österfärnebo 66:1)   | Röse                             |              | By, Dalarna         |       | 60.238573, 16.629336 | 10244700660001 | Ladda upp en bild av detta fornminne |

## Folkärna
| Namn           | Lämningstyp  | Tillkomsttid | Historisk indelning | Plats | Läge                 | ID-nr          | Bild                                      |
| -------------- | ------------ | ------------ | ------------------- | ----- | -------------------- | -------------- | ----------------------------------------- |
| Folkärna 6:1   | Stensättning |              | Folkärna, Dalarna   |       | 60.130495, 16.261054 | 10234900060001 | Ladda upp en bild av detta fornminne      |
| Folkärna 6:2   | Stensättning |              | Folkärna, Dalarna   |       | 60.130555, 16.260908 | 10234900060002 | Ladda upp en bild av detta fornminne      |
| Folkärna 23:1  | Röse         |              | Folkärna, Dalarna   |       | 60.103013, 16.223217 | 10234900230001 | Ladda upp en till bild av detta fornminne |
| Folkärna 23:2  | Stensättning |              | Folkärna, Dalarna   |       | 60.102976, 16.223004 | 10234900230002 | Ladda upp en till bild av detta fornminne |
| Folkärna 31:1  | Röse         |              | Folkärna, Dalarna   |       | 60.097578, 16.329308 | 10234900310001 | Ladda upp en bild av detta fornminne      |
| Folkärna 36:1  | Stensättning |              | Folkärna, Dalarna   |       | 60.152529, 16.370863 | 10234900360001 | Ladda upp en bild av detta fornminne      |
| Folkärna 36:2  | Stensättning |              | Folkärna, Dalarna   |       | 60.152563, 16.370960 | 10234900360002 | Ladda upp en bild av detta fornminne      |
| Folkärna 37:1  | Röse         |              | Folkärna, Dalarna   |       | 60.149939, 16.368529 | 10234900370001 | Ladda upp en bild av detta fornminne      |
| Folkärna 56:1  | Stensättning |              | Folkärna, Dalarna   |       | 60.152624, 16.300370 | 10234900560001 | Ladda upp en bild av detta fornminne      |
| Folkärna 68:1  | Hög          |              | Folkärna, Dalarna   |       | 60.184769, 16.293657 | 10234900680001 | Ladda upp en bild av detta fornminne      |
| Folkärna 68:2  | Hög          |              | Folkärna, Dalarna   |       | 60.184757, 16.293949 | 10234900680002 | Ladda upp en bild av detta fornminne      |
| Folkärna 68:3  | Stensättning |              | Folkärna, Dalarna   |       | 60.184703, 16.293793 | 10234900680003 | Ladda upp en till bild av detta fornminne |
| Folkärna 149:1 | Röse         |              | Folkärna, Dalarna   |       | 60.136841, 16.326302 | 10234901490001 | Ladda upp en bild av detta fornminne      |
| Folkärna 255:1 | Stensättning |              | Folkärna, Dalarna   |       | 60.182617, 16.294945 | 10234902550001 | Ladda upp en bild av detta fornminne      |
| Folkärna 256:1 | Stensättning |              | Folkärna, Dalarna   |       | 60.159868, 16.329093 | 10234902560001 | Ladda upp en bild av detta fornminne      |
| Folkärna 256:2 | Stensättning |              | Folkärna, Dalarna   |       | 60.159890, 16.329312 | 10234902560002 | Ladda upp en bild av detta fornminne      |
| Folkärna 273:1 | Stensättning |              | Folkärna, Dalarna   |       | 60.150962, 16.369634 | 10234902730001 | Ladda upp en bild av detta fornminne      |
| Folkärna 276:1 | Stensättning |              | Folkärna, Dalarna   |       | 60.164660, 16.382143 | 10234902760001 | Ladda upp en bild av detta fornminne      |

## Grytnäs
| Namn          | Lämningstyp  | Tillkomsttid | Historisk indelning | Plats        | Läge                 | ID-nr          | Bild                                      |
| ------------- | ------------ | ------------ | ------------------- | ------------ | -------------------- | -------------- | ----------------------------------------- |
| Grytnäs 14:1  | Stensättning |              | Grytnäs, Dalarna    |              | 60.204678, 16.169130 | 10235300140001 | Ladda upp en bild av detta fornminne      |
| Grytnäs 14:2  | Stensättning |              | Grytnäs, Dalarna    |              | 60.205187, 16.168993 | 10235300140002 | Ladda upp en bild av detta fornminne      |
| Grytnäs 18:1  | Hög          |              | Grytnäs, Dalarna    | Sör Nävde    | 60.197076, 16.139455 | 10235300180001 | Ladda upp en till bild av detta fornminne |
| Grytnäs 18:2  | Stensättning |              | Grytnäs, Dalarna    | Sör Nävde    | 60.196986, 16.139466 | 10235300180002 | Ladda upp en till bild av detta fornminne |
| Grytnäs 18:3  | Stensättning |              | Grytnäs, Dalarna    | Sör Nävde    | 60.196934, 16.139554 | 10235300180003 | Ladda upp en till bild av detta fornminne |
| Grytnäs 40:1  | Röse         |              | Grytnäs, Dalarna    |              | 60.210735, 16.094284 | 10235300400001 | Ladda upp en bild av detta fornminne      |
| Grytnäs 95:1  | Gravfält     |              | Grytnäs, Dalarna    | Åsbo, Avesta | 60.149558, 16.208677 | 10235300950001 | Ladda upp en till bild av detta fornminne |
| Grytnäs 96:1  | Stensättning |              | Grytnäs, Dalarna    |              | 60.148983, 16.211329 | 10235300960001 | Ladda upp en till bild av detta fornminne |
| Grytnäs 133:1 | Kvarn        |              | Grytnäs, Dalarna    |              | 60.212329, 16.173905 | 10235301330001 | Ladda upp en bild av detta fornminne      |
| Grytnäs 183:1 | Hög          |              | Grytnäs, Dalarna    |              | 60.206960, 16.130088 | 10235301830001 | Ladda upp en bild av detta fornminne      |
| Grytnäs 183:2 | Hög          |              | Grytnäs, Dalarna    |              | 60.207037, 16.129946 | 10235301830002 | Ladda upp en bild av detta fornminne      |